# 伊藤家住宅 (花巻市)
伊藤家住宅（いとうけじゅうたく）は、岩手県花巻市東和町に所在する江戸時代の建築物。重要文化財に指定されている。

## 概要
1600年（慶長5年）には伊藤氏の先祖は当地に居住していたと伝わる。建築年代については明確な資料はないが18世紀前半と推定される。建物は南面し、主屋部に小規模な馬屋を突出している。建物のある田瀬ダムの南覚間沢の山間部は、旧仙台藩領江刺郡との藩境に接した盛岡藩領最南端部にあたり、直家と曲り家の混在する地域である。1976年（昭和51年）2月3日、重要文化財に指定され、1977年から翌年にかけて補修工事が行われた。1979年の解体工事の際、明治以降に馬屋を増設し、曲り家に改造したことが判明したため、建造当時の直家に復元された。

## 建築
桁行13.7m、梁間8.7m、寄棟造、茅葺、南北面土庇付。南面突出部桁行5.6m、梁間4.8m。

## 交通アクセス
- 釜石線土沢駅よりタクシーで40分
- 釜石自動車道江刺田瀬インターチェンジより車で15分